# Джірдег (дегестан)
Джірдег (перс. جیرده) — дегестан в Ірані, в Центральному бахші, в шагрестані Шафт остану Ґілян. За даними перепису 2006 року, його населення становило 16565 осіб, які проживали у складі 4185 сімей.

## Населені пункти
До складу дегестану входять такі населені пункти:
- Ака-Махале
- Асмавандан
- Барзугандан
- Біяльва
- Ґільдег
- Джір-Дег
- Зовалпіран
- Калач-Хандан
- Касаб-Махале
- Кузан
- Кулі-Серан
- Кумсар
- Лакан
- Лахтекі
- Мардехе
- Мір-Махале
- Мождеге
- Насеран
- Негзом-е-Сейкаль-Куме
- Пір-Дег-е-Шафт
- Пір-Мумен-Сара
- Поштсара
- Такрам
- Халілян
- Хатібан
- Хомейран
- Хортум
- Чомача
- Чусар
- Шальдег
- Шейх-Махале